# Kisperlász
Kisperlász (szlovákul Prihradzany) község Szlovákiában, a Besztercebányai kerület Nagyrőcei járásában.

## Fekvése
Nagyrőcétől 20 km-re délkeletre, a Murány-patak völgyében fekszik.

## Története
1262-ben „Prelaz” alakban említi először oklevél. 1272-ben „Prelaz”, 1435-ben „Perlaz”, 1558-ban „Perlak”, 1573-ban „Perlasz” alakban szerepel a korabeli forrásokban. A jolsvai, majd a 16. századtól a murányi vár tulajdona, azok szolganépei lakták. Lakói idénymunkákkal, méhészettel, fuvarozással, valamint kézművességgel foglalkoztak. Lakói 1558 tájékán evangélikusok lettek, de a 18. században a birtokos Koháry család visszatérítette őket. II. József türelmi rendelete után ismét felvették az evangélikus hitet. 1773-ban 26 jobbágy és 3 zsellércsalád élt itt.
A 18. század végén Vályi András így ír róla: „PERLACZ. Prichrazane. Tót falu Gömör Vármegyében, földes Ura Gr. Koháry 54Uraság, lakosai katolikusok, és reformátusok, fekszik Süvetének szomszédságában, határbéli földgye közép termékenységű, legelője kevés, fája van mind a’ kétféle, eladásra módgya közel Jolsván, keresetre is módgya a’ vasverő műhelyeknél, és tserép edényekkel, ’s pipákkal, mellyeket magok készítenek, harmadik osztálybéli.”
1828-ban 37 háza volt 251 lakossal.
Fényes Elek geográfiai szótárában eképpen ír a községről: „Perlacz, tót falu, Gömör vmegyében, Jolsvához délre 1 órányira: 10 kath., 241 evang. lak., kik többnyire fazekasok és pipacsinálók. F. u. h. Coburg. Ut. p. Rosnyó.” Archiválva 2007. szeptember 27-i dátummal a Wayback Machine-ben
Borovszky Samu monográfiasorozatának Gömör-Kishont vármegyét tárgyaló része szerint: „Perlász, Jolsva közelében fekvő tót kisközség, 37 házzal és 200 ág. h. evangelikus lakossal. 1435-ben Jolsva tartozéka és a jolsvai várbirtokok sorsában osztozott. Ez időszerint a Coburg herczegi család a birtokosa. 1786-ban, a mikor még a Koháryak voltak az urai, Prichranzane tót névvel is nevezték. Lakosainak nagyrésze pipakészítő és fazekas volt, a mely iparággal különben ma is sokan foglalkoznak. Evangelikus temploma 1798-ban épült. Postája, távírója és vasúti állomása Jolsva.”
A trianoni diktátumig Gömör-Kishont vármegye Nagyrőcei járásához tartozott. 1938 és 1945 között újra Magyarország része volt. A falu búcsújáróhely.

## Népessége
| Év:            | 1994. | 2004.    | 2014.   | 2024.    |
| -------------- | ----- | -------- | ------- | -------- |
| Emberek száma: | 98    | 79       | 84      | 66       |
| Eltérés:       |       | -19,38 % | +6,32 % | -21,42 % |

| Év:            | 2023. | 2024.   |
| -------------- | ----- | ------- |
| Emberek száma: | 69    | 66      |
| Eltérés:       |       | -4,34 % |

1910-ben 213-an, többségében szlovákok lakták, jelentős magyar kisebbséggel.
2011-ben 87 lakosából 80 szlovák.

## Nevezetességei
- Kegykápolnája egy 11–12. században épült rotunda. A 18. században építették újjá, és megőrizte Szent Anna és a Boldogságos Szűz tiszteletének patrocíniumát. Festett kazettás mennyezetén az 1758-as évszám az újjáépítés dátumát jelzi.
- Evangélikus temploma 1798-ban épült.

## Külső hivatkozások
- Községinfó
- Kisperlász Szlovákia térképén
- Kisperlász mint búcsújáróhely
- Barna Gábor tanulmánya a Néprajzi Látóhatárban
- Erdélyi Géza: Gömör vármegye klasszicista építészete.
- E-obce.sk Archiválva 2008. február 19-i dátummal a Wayback Machine-ben

## Lásd még
- Körtemplom
- Kallósd
- Nagytótlak
- Kissikátor
- Karcsa
- Ipolykiskeszi
- Bény
- Gerény
- Ják
- Kézdiszentlélek
- Székelyudvarhely
- Süvete